# سیارک ۱۳۹۷
سیارک ۱۳۹۷ (به انگلیسی: 1397 Umtata، نامگذاری:1936PG) هزار و سیصد و نود و هفتمین سیارک کشف شده‌است که در ۹ اوت ۱۹۳۶ کشف شد.
قدر مطلق سیارک برابر ۱۱٫۴۷ است.